# Zheng Xie
Avís: existeix una òpera que duu per títol “L'erudit número U Zhang Xie”

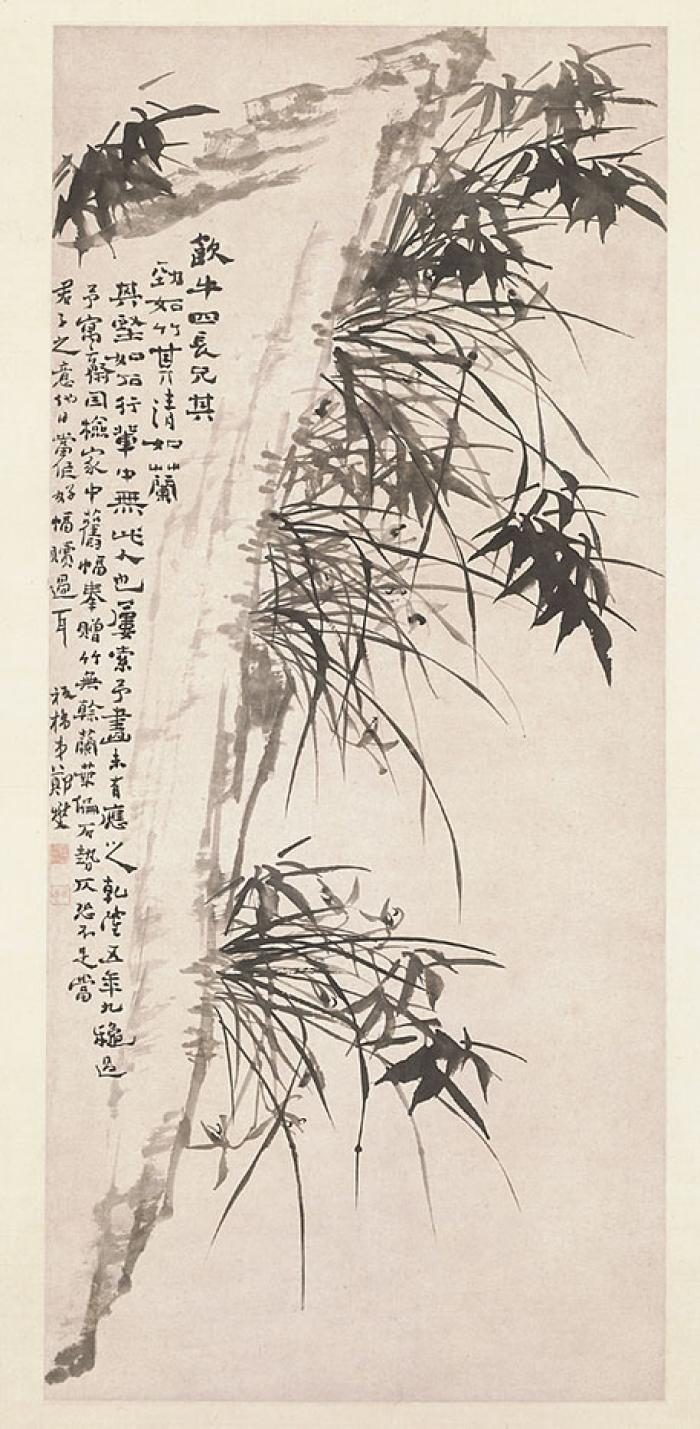
Orquídies, bambú i roca (Museu del Palau de Pequín)

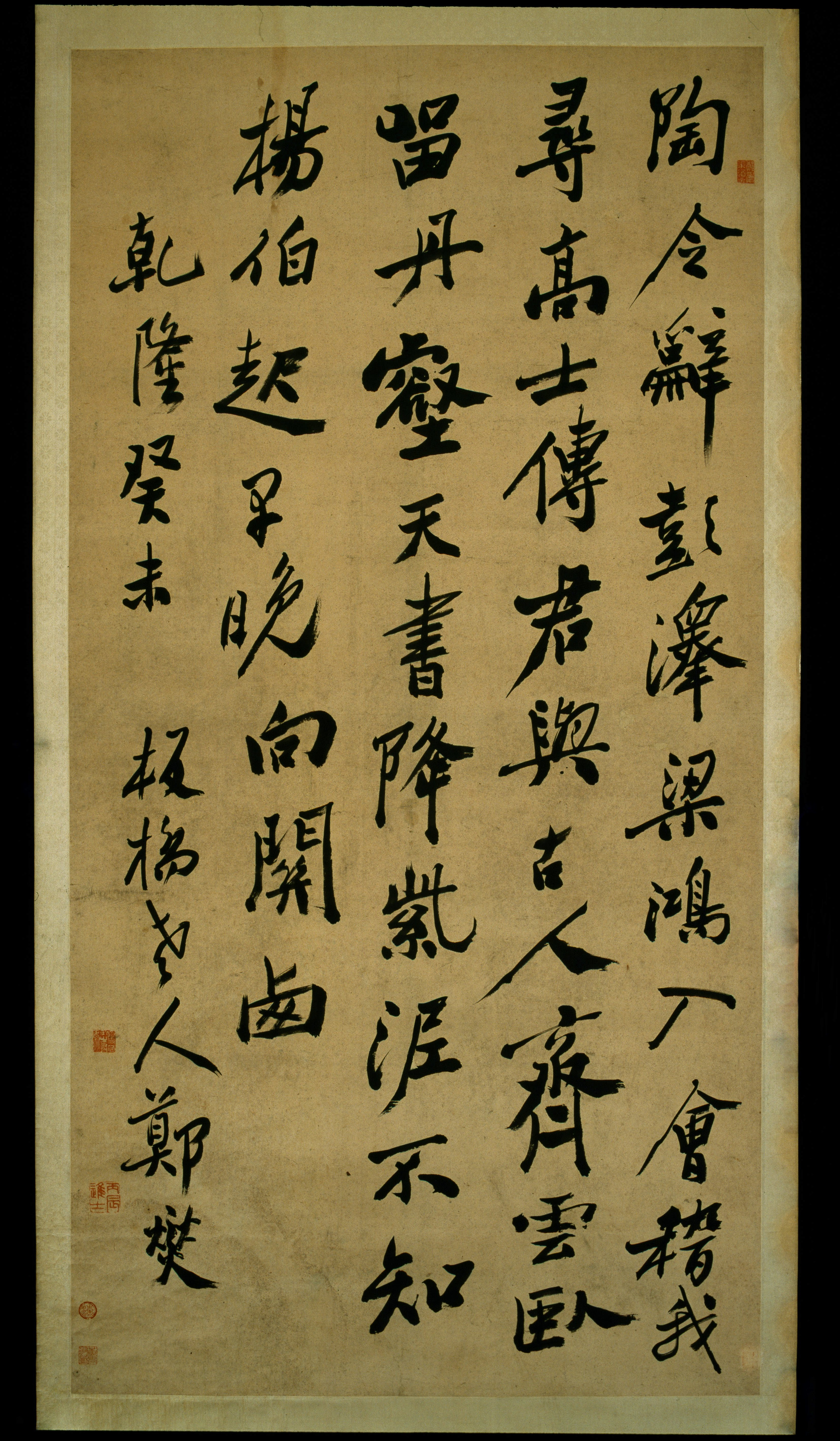
Poema, treball cal·ligràfic de Zheng Xie (Museu Provincial de Hunan, 湖南省博物馆)

Zheng Xie (xinès simplificat: 郑燮; xinès tradicional: 鄭燮; pinyin: Zhèng Xiè), també conegut com a Zheng Banqiao, fou un pintor, cal·lígraf (creador d'un estil propi inspirat en les orquídies) i escriptor xinès que va viure sota la dinastia Qing. Va néixer l'any 1693 a Xinghua, província de Jiangsu i va morir el 1765.

## Dades biogràfiques
D'orígens molt humils (altres fonts no diuen això), Zheng Xie va viure amb la seva dida durant uns anys. Gràcies al suport d'amics, va poder estudiar i es presentà als exàmens imperials i va aconseguir un càrrec oficial, magistrat d'un yamen en la província de Shandong. Va treballar en l'administració durant dotze anys, després dels quals va renunciar al seu càrrec (sembla que per un conflicte relacionat amb la seva preocupació pels pobres que el va desenganyar de la seva tasca, encara que en altres versions no queda clar quin fou el motiu). Llavors, vivint a Yangzhou, va haver de guanyar-se la vida venent les seves obres.

## Obra pictòrica
Artista notable pintant orquídies, roques i bambús (mozhu, que va ser una de les seves especialitats, derivada de la dinastia Tang). Adoptà la denominada tècnica xie yi i proposà la denominada teoria dels tres passos en pintura. Combinà, en la seva obra, la poesia i la cal·ligrafia. Havia après a pintar amb el seu pare i, quan va deixar el seu càrrec de funcionari, es dedicà de ple a les seves activitats artístiques. Més endavant, el 1748, va tornar a col·laborar en l'administració, com a pintor i cal·lígraf, al servei de l'emperador Qianlong. Va ser un dels Vuit excèntrics de Yangzhou.